# وایت سالفر اسپرینگز (مونتانا)
وایت سالفر اسپرینگز (به انگلیسی: White Sulphur Springs) شهری در ایالت مونتانا کشور ایالات متحده آمریکا است که جمعیت آن در سرشماری سال ۲۰۱۰ میلادی، ۹۳۹ نفر بوده‌است.

## موقعیت جغرافیایی
موقعیت جغرافیایی شهرها و مناطق اطراف به شرح زیر است: